# كأس رابطة الدول المستقلة 1996
كأس رابطة الدول المستقلة 1996 هو موسم من كأس رابطة الدول المستقلة. شارك فيه  16 فريقاً، وفاز فيه دينامو كييف.